# NGC 6445
NGC 6445 је планетарна маглина у сазвежђу Стрелац која се налази на NGC листи објеката дубоког неба.
Деклинација објекта је - 20° 0' 32" а ректасцензија 17h 49m 15,1s. Привидна величина (магнитуда) објекта NGC 6445 износи 11,2 а фотографска магнитуда 13,2. NGC 6445 је још познат и под ознакама PK 8+3.1, ESO 589-PN9, CS=19., Little Gem nebula.